# Malatswai
Malatswai est une ville du Botswana.